# Лукавица (Тутин)
Лукавица је насеље у Србији у општини Тутин у Рашком округу. Према попису из 2022. било је 610 становника.
Овде се налази Црква Светих Петра и Павла у Лукавици.

## Демографија
У насељу Лукавица живи 163 пунолетна становника, а просечна старост становништва износи 32,0 година (31,0 код мушкараца и 32,9 код жена). У насељу има 49 домаћинстава, а просечан број чланова по домаћинству је 4,94.
Ово насеље је углавном насељено Бошњацима (према попису из 2002. године).
|  |

| Демографија | Демографија | Демографија |
| Година      | Становника  | Становника  |
| ----------- | ----------- | ----------- |
| 1948.       | 196         |             |
| 1953.       | 217         |             |
| 1961.       | 236         |             |
| 1971.       | 181         |             |
| 1981.       | 150         |             |
| 1991.       | 255         | 255         |
| 2002.       | 242         | 300         |

| Етнички састав према попису из 2002.‍ | Етнички састав према попису из 2002.‍ | Етнички састав према попису из 2002.‍ | Етнички састав према попису из 2002.‍ | Етнички састав према попису из 2002.‍ |
| ------------------------------------ | ------------------------------------ | ------------------------------------ | ------------------------------------ | ------------------------------------ |
|                                      |                                      |                                      |                                      |                                      |
| Бошњаци                              | Бошњаци                              |                                      | 195                                  | 80,57%                               |
| Срби                                 | Срби                                 |                                      | 47                                   | 19,42%                               |
| непознато                            | непознато                            |                                      | 0                                    | 0,0%                                 |

| Година пописа     | 1948. | 1953. | 1961. | 1971. | 1981. | 1991. | 2002. |
| ----------------- | ----- | ----- | ----- | ----- | ----- | ----- | ----- |
| Број домаћинстава | 21    | 26    | 41    | 31    | 36    | 51    | 49    |

| Број чланова      | 1 | 2 | 3 | 4 | 5  | 6 | 7 | 8 | 9 | 10 и више | Просек |
| ----------------- | - | - | - | - | -- | - | - | - | - | --------- | ------ |
| Број домаћинстава | 2 | 5 | 8 | 8 | 10 | 8 | 0 | 2 | 3 | 3         | 4,94   |

| Пол    | Укупно | Неожењен/Неудата | Ожењен/Удата | Удовац/Удовица | Разведен/Разведена | Непознато |
| ------ | ------ | ---------------- | ------------ | -------------- | ------------------ | --------- |
| Мушки  | 89     | 39               | 46           | 4              | 0                  | 0         |
| Женски | 91     | 25               | 51           | 13             | 2                  | 0         |
| УКУПНО | 180    | 64               | 97           | 17             | 2                  | 0         |

| Пол    | Укупно                    | Пољопривреда, лов и шумарство | Рибарство                            | Вађење руде и камена | Прерађивачка индустрија       |
| ------ | ------------------------- | ----------------------------- | ------------------------------------ | -------------------- | ----------------------------- |
| Мушки  | 25                        | 11                            | 0                                    | 1                    | 6                             |
| Женски | 12                        | 7                             | 0                                    | 0                    | 1                             |
| УКУПНО | 37                        | 18                            | 0                                    | 1                    | 7                             |
| Пол    | Производња и снабдевање   | Грађевинарство                | Трговина                             | Хотели и ресторани   | Саобраћај, складиштење и везе |
| Мушки  | 0                         | 2                             | 1                                    | 0                    | 1                             |
| Женски | 0                         | 0                             | 0                                    | 0                    | 0                             |
| УКУПНО | 0                         | 2                             | 1                                    | 0                    | 1                             |
| Пол    | Финансијско посредовање   | Некретнине                    | Државна управа и одбрана             | Образовање           | Здравствени и социјални рад   |
| Мушки  | 0                         | 0                             | 1                                    | 1                    | 1                             |
| Женски | 0                         | 0                             | 2                                    | 2                    | 0                             |
| УКУПНО | 0                         | 0                             | 3                                    | 3                    | 1                             |
| Пол    | Остале услужне активности | Приватна домаћинства          | Екстериторијалне организације и тела | Непознато            | Непознато                     |
| Мушки  | 0                         | 0                             | 0                                    | 0                    | 0                             |
| Женски | 0                         | 0                             | 0                                    | 0                    | 0                             |
| УКУПНО | 0                         | 0                             | 0                                    | 0                    | 0                             |